# هريجان (مقاطعة كلاردشت)
هريجان (بالفارسية: هریجان) هي قرية تقع في Kuhestan Rural District في إيران. يقدر عدد سكانها بـ 198 نسمة بحسب إحصاء 2016.